# Митрофан (Афонський)
Єпископ Митрофан (в миру Митрофан Васильович Афонський; 13 (25) жовтня 1861, Орловська губернія — 1920, Кам'янець-Подільський) — єпископ Російської православної церкви, єпископ Подільський і Брацлавський. Духовний письменник.

## Біографія
Народився 13 жовтня 1861 року в родині священика Орловської єпархії.
Здобув освіту в Першому орловському духовному училищі, потім в Орловській духовній семінарії.
У 1886 році закінчив Московську духовну академію зі ступенем кандидата богослов'я.
З 7 березня 1887 — вчитель Орловської приватної жіночої гімназії Сухотіна.
З 1888 року — викладач російської мови 2-го Орловського духовного училища.
22 листопада 1892 висвячений на священика до Скорбященської церкви при богоугодних закладах. 1905 рік — законовчитель Орловського Бахтіна кадетського корпусу.
З 1897 по 1910 рік редагував «Орловські єпархіальні відомості».
У 1906 році возведений у сан протоієрея і, після постригу в чернецтво, — в сан архімандрита.
25 серпня 1906 послідував указ Св. Синоду про «буття протоієрею Митрофану Афонському, по попередньому прийнятті ним чернецтва, єпископом Єлецьким, вікарієм Орловської єпархії».
9 вересня Митрофан Афонський прийняв чернецтво з залишенням колишнього імені, а 17 вересня був хіротонізований в московському Успенському соборі в єпископа.
Часто служив в єлецьких храмах, піклуючись про те, щоб богослужіння були строго по уставу і благоліпними.
З 2 квітня 1910 року — єпископ Єкатеринбурзький і Ірбітський.
Був людиною високоосвіченою, відрізнявся активним і діяльним характером. Вже через два дні після приїзду на кафедру він попросив, щоб були зібрані і доставлені йому всі відомості з питання про відкриття семінарії в Єкатеринбурзі. По всій Єкатеринбурзькій єпархії за підтримки Його Преосвещенства відкривалися одне за одним товариства тверезості.
З 20 березня 1914 по кінець 1917 року — єпископ Подільський і Брацлавський.
Помер в 1920 році.

## Праці
- «Рождественские чтения, предназначенные для храма, семьи, учебных заведений, аудиторий». Два чтения. Орел, 1908.
- «Что испытывает тело и душа человека умирающего и чем можно предотвратить ужас смерти». Публичная лекция. Орел, 1909.
- «Истина Воскресения Христова». Публичная лекция. Екатеринбург, 1911.
- «Послание Екатеринбургской пастве». "Приб. к «ЦВ» 1912; № 8, с. 273.
- «Мир без Христа». Публичная лекция. Екатеринбург, 1911.
- «Слова и речи», 2-е издание. Екатеринбург, 1912.